# TMEM61
TMEM61 (англ. Transmembrane protein 61) – білок, який кодується однойменним геном, розташованим у людей на 1-й хромосомі. Довжина поліпептидного ланцюга білка становить 210 амінокислот, а молекулярна маса — 22 170.
| 10         |  | 20         |  | 30         |  | 40         |  | 50         |
| ---------- |  | ---------- |  | ---------- |  | ---------- |  | ---------- |
| MALPQMCDGS |  | HLASTLRYCM |  | TVSGTVVLVA |  | GTLCFAWWSE |  | GDATAQPGQL |
| APPTEYPVPE |  | GPSPLLRSVS |  | FVCCGAGGLL |  | LLIGLLWSVK |  | ASIPGPPRWD |
| PYHLSRDLYY |  | LTVESSEKES |  | CRTPKVVDIP |  | TYEEAVSFPV |  | AEGPPTPPAY |
| PTEEALEPSG |  | SRDALLSTQP |  | AWPPPSYESI |  | SLALDAVSAE |  | TTPSATRSCS |
| GLVQTARGGS |  |            |  |            |  |            |  |            |

A: Аланін

C: Цистеїн

D: Аспарагінова кислота

E: Глутамінова кислота

F: Фенілаланін

G: Гліцин

H: Гістидин

I: Ізолейцин

K: Лізин

L: Лейцин

M: Метіонін

P: Пролін

Q: Глутамін

R: Аргінін

S: Серин

T: Треонін

V: Валін

W: Триптофан

Локалізований у мембрані.